# Julian Przyboś
Julian Przyboś (n. 5 martie 1901, Gwoźnica Dolna, Austro-Ungaria, (acum Voievodatul Subcarpatia) — d. 6 octombrie 1970, Varșovia) a fost un poet, eseist, traducător, diplomat, critic și publicist polonez. În anii 1920-1923 a studiat filologia poloneză la Universitatea Jagiellonă. Membru fondator al mișcării culturale "Awangarda Krakowska" (Avangarda Cracoviană).

## Volume de versuri
- Śruby (1925)
- Oburącz (1926)
- Z ponad (O altă versiune a titlului — Sponad) (1930)
- W głąb las  (1932)
- Równanie serca (1938)
- Póki my żyjemy (1944)
- Miejsce na ziemi (1945)
- Najmniej słów (1955)
- Narzędzie ze światła (1958)
- Próba całości (1961)
- Więcej o manifest (1962)
- Na znak (1965)
- Kwiat nieznany (1968)